# D1005 (Jura)
De D1005 is een departementale weg in het Oost-Franse departement Jura. De weg loopt van Les Rousses naar de grens met Ain. In Ain loopt de weg verder als D1005 richting Gex en Genève.

## Geschiedenis
Oorspronkelijk was de D1005 onderdeel van de N5. In 2006 werd de weg overgedragen aan het departement Jura, omdat de weg geen belang had voor het doorgaande verkeer. De weg is toen omgenummerd tot D1005.